# My Bloody Valentine
I My Bloody Valentine sono un gruppo musicale irlandese. Sono generalmente considerati una delle band più importanti del periodo a cavallo tra la fine degli anni ottanta e l'inizio degli anni novanta, nonché caposcuola del genere shoegaze. Pur avendo prodotto appena tre album in studio in decenni di attività, la loro discografia comprende un vasto numero di EP e raccolte musicali, molte delle quali contenenti anche brani inediti.

## Storia
I My Bloody Valentine nacquero a Dublino verso la fine del 1983, per iniziativa del chitarrista Kevin Shields e del batterista Colm O'Ciosoig, entrambi già con qualche esperienza in punk band locali. Ai due si aggiunsero il cantante Dave Conway e la tastierista Tina, quindi la band si spostò a Berlino, dove, nel 1985, pubblicò un mini-album, This Is Your Bloody Valentine.. Tornati a Londra, sostituirono Tina con la bassista Debbie Googe, e pubblicarono, sul finire del 1985, un EP, Geek. L'anno successivo, uscì The New Record by My Bloody Valentine, che riscosse un discreto successo locale e permise alla band d'intensificare le esibizioni dal vivo. All'inizio del 1987, dopo aver firmato con la Lazy Records, la band pubblicò Sunni Sundae Smile. Poco dopo, Conway abbandonò la band e venne sostituito da Bilinda Butcher, cantante e chitarrista. La nuova formazione pubblicò, prima della fine del 1987, un EP, Strawberry Wine, e un mini-LP, Ecstasy, annullando, poi, il contratto con la Lazy Records. I due dischi vennero ripubblicati, nel 1989, nella compilation Ecstasy and Wine.
La band firmò con la Creation Records, etichetta già discretamente famosa, nell'ambiente alternativo, per aver pubblicato i The Jesus and Mary Chain. Nel 1988, così, la band pubblicò l'EP, You Made Me Realise, primo loro lavoro a raccogliere diversi consensi fra la critica. Per il brano You Made Me Realise, venne girato anche un videoclip. Dopo un altro EP, Feed Me with Your Kiss, nel novembre del 1988, uscì il primo LP, Isn't Anything. Il disco riscosse un notevole successo tra la critica e il pubblico, influendo marcatamente sullo sviluppo dello shoegaze. Subito dopo, i My Bloody Valentine cominciarono a lavorare al secondo album. Nel 1990, uscì un nuovo EP, Glider, seguito, l'anno successivo, da un altro EP, Tremolo. Nel novembre del 1991, dopo tre anni di lavoro, venne pubblicato l'album Loveless, considerato da buona parte della critica come una pietra miliare del rock anni novanta.
Le registrazioni dell'album, che la Creation Records giudicava completabili in una settimana, furono lunghissime e costosissime: Kevin Shields alla fine rimase da solo in studio per suonare tutti gli strumenti e per registrare senza nessun produttore o ingegnere del suono. Nonostante il successo di critica, i costi (stimati in 250,000 sterline dell'epoca) e l'impiego di ben 19 studi di registrazione portarono la loro casa discografica ad un passo dal fallimento. Alan McGee ha affermato che a salvare l'azienda fu il successo stratosferico ottenuto poco dopo con la pubblicazione dei dischi degli Oasis.
Nel 1992, la band firmò con la Island Records e si costruì uno studio di registrazione privato. Nonostante ciò, le registrazioni della band si fecero sempre meno frequenti, lasciando, piuttosto, Shields, autore di tutta la musica dei My Bloody Valentine, solo a lavorare in studio, anche se non venne mai ufficializzato lo scioglimento. Nello stesso anno uscì l'EP Les inrockuptibles per l'omonimo magazine francese e per i lettori di Libération. L'attività del gruppo subì un rallentamento, nel 1994 il gruppo ha pubblicato la cover del brano We Have All the Time in the World di Louis Armstrong e poco altro, mentre due anni dopo un'altra cover, Map. Ref. 41N. 93W. degli Wire. Nel frattempo Shields si dedicò ad altri progetti per conto proprio, collaborando con i Primal Scream, i Dinosaur Jr. e gli Yo La Tengo. Collaborò, inoltre, a diverse colonne sonore per la regista Sofia Coppola e all'album di letture The Coral Sea di Patti Smith.
Nel 2007, Shields annunciò che la band era tornata a lavorare in studio, e, nel giugno dello stesso anno, i My Bloody Valentine suonarono a Londra, cominciando poi un tour tra l'Europa e il Nord America. A ventidue anni di distanza da Loveless, il 3 febbraio 2013 viene distribuito in download digitale sul sito della band ed in ascolto libero su YouTube, il nuovo album in studio dei My Bloody Valentine dal titolo m b v. Dopo la sua uscita l'album ha ricevuto recensioni molto positive dalla critica.

## Stile
Considerati il principale gruppo shoegaze, nonché un fondamentale punto di riferimento per la musica indipendente inglese nata negli anni ottanta, i My Bloody Valentine si sono distinti con le loro "ballate allucinatorie e impalpabili" dominate dai suoni della chitarra distorta di Kevin Shields. Il loro stile melodico ed etereo è debitore dello spiritualismo dei Cocteau Twins, nonché del repertorio di gruppi quali i Jesus & Mary Chain, dei Velvet Underground e dei Beach Boys. I My Bloody Valentine sono anche stati influenzati da alcune band oscure post-punk che stavano sperimentando: "le migliori di tutte erano Siouxsie and the Banshees, the Cure e Killing Joke". Nati come gruppo di indie pop e di rock gotico, hanno poi dato con il passare del tempo maggiore rilievo alla chitarra elettrica definendo così il loro stile shoegaze maturato con Loveless (1991). AllMusic considera il gruppo irlandese fra gli esponenti di numerose sfaccettature di pop e rock alternativo e del noise pop. Dopo l'uscita di Loveless, alcuni giornalisti definirono i My Bloody Valentine un gruppo "bliss pop".

## Discografia

### Album in studio
- 1988 - Isn't Anything (Creation Records)
- 1991 - Loveless (Creation Records)
- 2013 - m b v

### EP
- 1985 - This Is Your Bloody Valentine, mini-album (Tycoon Records)/ (Dossier Records)
- 1985 - Geek! (Fever Records)
- 1986 - The New Record by My Bloody Valentine (Kaleidoscope Records)
- 1987 - Sunny Sundae Smile (Lazy Records)
- 1987 - Strawberry Wine (Lazy Records)
- 1987 - Ecstasy, mini-album (Lazy Records)
- 1988 - You Made Me Realise (Creation Records)
- 1988 - Feed Me with Your Kiss (Creation Records)
- 1990 - Glider (Creation Records)
- 1991 - Tremolo (Creation Records)
- 1991 - When You Sleep (Creation Records)
- 1992 - Les inkorruptibles (Creation Records)
- 1994 - We Have All the Time in the World
- 1996 - Map. Ref. 41N. 93W.
- 2008 - Edun

### Raccolte
- 1989 - Ecstasy and Wine (Lazy Records)
- 2001 - Things Left Behind

## Formazione

### Formazione attuale
- Kevin Shields - chitarra, voce (1983 - 1997; 2007 - presente)
- Colm O'Ciosoig - batteria (1983 - 1997; 2007 - presente)
- Debbie Googe - basso (1985 - 1997; 2007 - presente)
- Bilinda Butcher - voce, chitarra (1987 - 1997; 2007 - presente)

### Ex componenti
- Dave Conway - voce (1983 - 1987)
- Tina Durkin - tastiera (1983 - 1985)